# 李承俊
李承俊（韓語：이승준，1973年2月11日—），韓國男演員。

## 影視作品

### 電視劇
- 2012年：MBC《Dr. JIN》飾演 權義柱
- 2013年：tvN《Nine：九回時間旅行》飾演 韓英勳
- 2013年：tvN《沒禮貌的英愛小姐12》飾演 李承俊
- 2013年：KBS《秘密》飾演 崔廣民
- 2014年：tvN《沒禮貌的英愛小姐13》飾演 李承俊
- 2014年：KBS《Drama Special－作夢的男人》
- 2014年：KBS《戀愛的發現》飾演 尹政睦
- 2014年：tvN《未生》飾演 申宇賢
- 2014年：MBC《湔雪的魔女》飾演 朴元宰
- 2015年：SBS《海德、哲基爾與我》飾演 權英燦
- 2015年：tvN《沒禮貌的英愛小姐14》飾演 李承俊
- 2015年：tvN《泡泡糖》飾演 權志勳
- 2016年：JTBC《Madame Antoine》飾演 趙元國
- 2016年：KBS《太陽的後裔》飾演 宋尚賢
- 2016年：KBS《Baby Sitter》飾演 表英均
- 2016年：SBS《Wanted》飾演 張鎮雄
- 2016年：tvN《沒禮貌的英愛小姐15》飾演 李承俊
- 2016年：MBC《爸爸，我來伺候你》飾演 韓星勛
- 2017年：tvN《Argon》飾演 劉明浩
- 2017年：tvN《沒禮貌的英愛小姐16》飾演 李承俊
- 2018年：tvN《陽光先生》飾演 朝鮮高宗
- 2018年：SBS《雖然30但仍17》飾演 金賢奎
- 2018年：tvN《阿爾罕布拉宮的回憶》飾演 朴善浩
- 2019年：tvN《沒禮貌的英愛小姐17》飾演 李承俊
- 2019年：tvN《會讀心術的那小子》飾演 姜根卓
- 2019年：KBS《朝鮮浪漫喜劇–綠豆傳》飾演 鄭允杵
- 2019年：KBS《Item》飾演 姜坤的哥哥
- 2019年：tvN《德魯納酒店》飾演 姜萬英
- 2020年：MBC《那個男人的記憶法》飾演 金哲雄
- 2020年：tvN《一半的一半》飾演 崔真茂
- 2020年：tvN《青春紀錄》飾演 鄭查理
- 2020年：JTBC《Hush》飾演 金基河
- 2021年：JTBC《Undercover》飾演 姜忠模
- 2021年：tvN《某一天滅亡來到我家門前》飾演 鄭當勉
- 2021年：JTBC《具景伊》飾演 金秀勇
- 2022年：TVING《我只是還沒全力以赴》
- 2023年：Coupang Play《诱饵》饰演 李炳俊
- 2023年：KBS2 《頭腦共助》
- 2023年：JTBC《摸心第六感》飾演 車柱萬
- 2023年：JTBC《大力女子姜南順》飾演 姜奉高
- 2023年：tvN《無人島的Diva》飾演 鄭鋒頑
- 2024年：JTBC《低谷医生》飾演 身心科醫師（特別出演）
- 2024年：Netflix《名校的階梯》飾演 尹秉根
- 2024年：tvN《媽媽朋友的兒子》飾演 崔京鍾
- 2024年：tvN《因为不想吃亏》饰演 孙海英的父亲（特别出演）
- 2024年：tvN《愛在獨木橋》飾演 池慶勛
- 2024年：ENA《星星閃耀的夜晚》飾演 張賢哲（潘朵拉娛樂公司的新任代表）

### 電影
- 2004年：《冰雨》
- 2008年：《宿命》
- 2009年：《手機》
- 2009年：《吻我，殺我》
- 2011年：《心跳》
- 2011年：《弓箭之戰》
- 2012年：《人類滅亡報告書》
- 2012年：《兩個婚禮一個葬禮》
- 2013年：《憤怒的倫理學》
- 2014年：《神的禮物》
- 2014年：《人間中毒》
- 2014年：《鳴梁：怒海交鋒》
- 2014年：《舉報者》
- 2014年：《cart》
- 2015年：《偵探：開端》
- 2018年：《控制》
- 2019年：《驅魔使者》飾演 朴警司（特別出演）
- 2022年：《非常杀手》飾演 李勇浩

## 外部連結
- 李承俊在NAVER上的资料
- 李承俊在韩国电影数据库（KMDb）上的資料（韓語）
- 李承俊在互联网电影资料库（IMDb）上的資料（英文）
- 李承俊在HanCinema的頁面（英文）